# Elizabeth (Contea di Allegheny, Pennsylvania)
Elizabeth  è una township degli Stati Uniti d'America, nella contea di Allegheny nello Stato della Pennsylvania. Secondo il censimento del 2000 la popolazione è di 13.839 abitanti.

## Società

### Evoluzione demografica
La composizione etnica vede una prevalenza della razza bianca (97,36%) seguita da quella afroamericana (1,69%).
| township di Elizabeth Popolazione |        |
| 2000                              | 13.839 |
| Stima al 01-07-07                 | 12.909 |